# Aizy-Jouy
Aizy-Jouy è un comune francese di 280 abitanti situato nel dipartimento dell'Aisne della regione dell'Alta Francia.

## Società

### Evoluzione demografica
Abitanti censiti